# テトラゾール
テトラゾール（tetrazole）は、分子式 CH2N4で表される、5員環の芳香族複素環式化合物である。環は炭素1個と窒素4個から成る。熱や衝撃により爆発することがあり、消防法による危険物（第5類アゾ化合物 第1種自己反応性物質）に指定されている。

## 物性
1位の窒素原子に結合したプロトンは pKa = 8.2（DMSO中）であり、カルボン酸と同程度の酸性を示す。このためカルボン酸の等価体として用いられることがある（後述）。

## 合成
シアン化水素とアジ化水素を加圧条件下で反応させることにより得られることが報告されている。
同様にテトラゾール誘導体は、ニトリルとアジ化合物の [3+2] 付加環化反応により合成される。

## テトラゾール環を有する化合物
医薬化学において、テトラゾール環はカルボン酸の等価体と見なされ、医薬品の部分構造に汎用されている。これは前述のようにpKaがほぼ等しいため、またカルボン酸をテトラゾール環に置換すると脂溶性が高くなり、バイオアベイラビリティーの向上が期待できるためである。
一例として、アンギオテンシンII受容体拮抗薬であるロサルタンやカンデサルタンが挙げられる。

ロサルタン
カンデサルタン

また爆発的に反応して窒素ガスを生じることを利用して、5-アミノテトラゾールがエアバッグの火薬として用いられることがある。
テトラゾールの共役酸をテトラゾリウム (tetrazolium) と呼ぶ。MTTアッセイ法による細胞増殖試験では、テトラゾリウム塩であるMTT試薬(3-[4,5-dimethylthiazol-2-yl]-2,5-diphenyl tetrazolium bromide) が生細胞中のみでホルマザン色素に代謝されることを利用し、吸光度を測定することで細胞数が測定できる。